# 운중군
운중군(雲中郡)은 중국의 옛 군이다.

## 전한
전한 초에는 전한의 제후왕국인 대나라의 지군이었으며, 고제 11년(기원전 196년) 고제가 흉노 등 중국 북쪽에 사는 민족들에게 시달리는 대나라의 방어 부담을 덜어주기 위해 운중군을 분할하고 한나라의 직할 군으로 삼았다. 분리된 운중군 동부는 정양군이 돼 여전히 대나라에 속했다. 이후로는 전한 멸망까지 행정구역의 변동이 없었다.
병주자사부에 속했으며, 원시 2년(2년)의 인구조사에 따르면 38,303호, 173,270명이 있었다. 치소는 운중현이다. 아래 속현 목록은 《한서》 지리지의 내용이다. 원연·수화 연간(기원전 8년 무렵)의 현황으로 여겨지며, 총 11현이다.
| 현명   | 한자   | 대략적 위치                                                     | 비고                    |
| ------ | ------ | --------------------------------------------------------------- | ----------------------- |
| 운중현 | 雲中縣 | 호흐호트시 토크토 현 북동                                       |                         |
| 함양현 | 咸陽縣 | 바오터우시 투메드 우기 동                                       |                         |
| 도림현 | 陶林縣 | 호흐호트시 북동                                                 | 동부도위의 치소가 있다. |
| 정릉현 | 楨陵縣 | 호흐호트시 토크토 현 남동                                       |                         |
| 독화현 | 犢和縣 | 호흐호트시 투메드 좌기·바오터우시 투메드 우기·구양 현 남동 일대 |                         |
| 사릉현 | 沙陵縣 | 호흐호트시 토크토 현 북                                         |                         |
| 원양현 | 原陽縣 | 호흐호트시 남동                                                 |                         |
| 사남현 | 沙南縣 | 오르도스시 준가르 기 북동                                       |                         |
| 북여현 | 北輿縣 | 호흐호트시                                                      | 중부도위의 치소가 있다. |
| 무천현 | 武泉縣 | 호흐호트시 북동                                                 |                         |
| 양수현 | 陽壽縣 | 호흐호트시 토크토 현 남동                                       |                         |

## 신
군의 이름을 수항(受降)으로 고치고 다음 현의 이름을 고쳤다.
| 전한 | 신         |
| ---- | ---------- |
| 운중 | 원복(遠服) |
| 함양 | 분무(賁武) |
| 도림 | 정륙(楨陸) |
| 사릉 | 희은(希恩) |
| 무천 | 순천(順泉) |
| 양수 | 상득(常得) |

## 후한
11현 5,351호 26,430명의 주민들을 통치했다. 후한시기부터 이지역에 정착한 선비족의 공격에 시달리면서 인구가 급감하였고 결국 215년 정양군, 삭방군, 오원군과 함께 현으로 격하되었다. 그리고 신저우 시 위안핑 시 서부로 치소가 이관되었고 신흥군으로 통폐합되면서 옛 운중군지역은 버려졌다. 그리고 버려진 운중군의 자리는 탁발선비가 차지하게 되었다.
| 현명   | 한자   | 대략적 위치                           | 비고                                                           |
| ------ | ------ | ------------------------------------- | -------------------------------------------------------------- |
| 운중현 | 雲中縣 | 변화없음                              |                                                                |
| 함양현 | 咸陽縣 | 변화없음                              |                                                                |
| 기릉현 | 箕陵縣 | 호흐호트 시 칭수이허 현 북서 황하강변 |                                                                |
| 사릉현 | 沙陵縣 | 변화없음                              |                                                                |
| 사남현 | 沙南縣 | 변화없음                              |                                                                |
| 북여현 | 北輿縣 | 변화없음                              |                                                                |
| 무천현 | 武泉縣 | 변화없음                              |                                                                |
| 원양현 | 原陽縣 | 변화없음                              |                                                                |
| 정양현 | 定襄縣 | 호흐호트시 남동                       | 정양군에서 이관되었다.                                         |
| 성락현 | 成樂縣 | 호흐호트 시 호린게르 현 북서          | 정양군에서 이관되었다. 탁발선비가 이곳을 초기 근거지로 삼았다. |
| 무진현 | 武進縣 | 호흐호트시 호린게르 현 북동           | 정양군에서 이관되었다.                                         |

## 북조
탁발선비가 이지역을 거점으로 삼은 것에서 큰 변동없이 유지되면서 북위의 영역으로 들어갔다. 처음에는 삭주에 속했다가 후에 운주(雲州)로 소속이 변경되었다. 연민현(延民縣)과 운양현(雲陽縣)의 2현을 두었고 성락지역은 성락군으로 분리되었다.
북위가 멸망한 뒤 동위, 북제의 지배를 받았다가 북제가 멸망하면서 수나라의 전신이 되는 북주의 지배하에 들어가게 되었다. 수나라는 운중군을 폐지했다.

## 군수·태수
- 맹서(孟舒, ? ~ 기원전 198년?)[4]
- 속(遫, ? ~ 기원전 196년)[5]
- 위상(魏尙, 문제 시기)[6]
- 이광(경제 시기)
- 수성(遂成, 기원전 119년 당시)[7]
- 여파호(기원전 81년~ ?)
- 전순(? ~ 기원전 71년)
- 한안국(기원전 42년 당시)[8]: 정양태수일 수도 있다.
- 신경기(기원전 22년 ~ 기원전 21년)